# Something Wicked This Way Comes (album Iced Earth)
Something Wicked This Way Comes – to piąty album amerykańskiej grupy powermetalowej Iced Earth.
Według danych z kwietnia 2002 album sprzedał się w nakładzie 41,590 egzemplarzy na terenie Stanów Zjednoczonych.

## Lista utworów
1. "Burning Times" (Barlow, Schaffer) – 3:44
2. "Melancholy (Holy Martyr)" (Schaffer) – 4:47
3. "Disciples of the Lie" (Schaffer) – 4:03
4. "Watching Over Me" (Schaffer) – 4:28
5. "Stand Alone" (Barlow, Schaffer) – 2:44
6. "Consequences" (Schaffer) – 5:36
7. "My Own Savior" (Barlow, Morris, Schaffer) – 3:39
8. "Reaping Stone" (Barlow, MacDonough, Schaffer) – 4:02
9. "1776 (instrumental)" (Schaffer) – 3:33
10. "Blessed Are You" (Schaffer) – 5:05
11. "Prophecy" (Schaffer) – 6:18
12. "Birth of the Wicked" (Schaffer) – 4:16
13. "The Coming Curse" (Schaffer) – 9:33
14. "Stormrider (live)" (Schaffer) – 6:15 (tylko na limitowanej wersji Japońskiej)